# يوفولوس شونهيري
يوفولوس شونهيري (الاسم العلمي Eupholus schoenherrii) هو نوع من الخنافس من فصيلة السوسية الحقيقية.

## الوصف
يمكن أن يصل طول هذه الحشرة إلى حوالي 25-31 ملم، واللون الأساسي لهذه النوع متغاير تمامًا بين الأزرق والأخضر المعدني، مع بعض العصبات السوداء غير النظامية العرضية على طول الجناح الغمدي. وساق ذات لون أزرق ساطع، وتكسوها الألوان الزرقاء والخضراء على شكل جداول صغيرة جدًا.أما الجزء العلوي من المنصة ونهاية قرن الاستشعار فهو أسود للون.

## التوزيع
توجد حشرة يوفولوس شونهيري في بابوا غينيا الجديدة.

## أصل التسمية
سٌميت بالشونهيري تكريًما لعالم الحشرات السويدي كارل يوهان شونهير.